# Новобирилюсский сельсовет
Новобирилюсский сельсовет — сельское поселение в Бирилюсском районе Красноярского края.
Административный центр — село Новобирилюссы.

## Население
| 2010  | 2012  | 2013  | 2014  | 2015  | 2016  | 2017  |
| ----- | ----- | ----- | ----- | ----- | ----- | ----- |
| 4325  | ↘4210 | ↘4160 | ↘4140 | ↗4158 | ↗4184 | ↘4183 |
| 2018  | 2019  | 2020  | 2021  |       |       |       |
| ↘4158 | ↘4064 | ↗4066 | ↘4036 |       |       |       |

## Состав сельского поселения
| № | Населённый пункт | Тип населённого пункта       | Население |
| - | ---------------- | ---------------------------- | --------- |
| 1 | Новобирилюссы    | село, административный центр | ↘4141     |
| 2 | Старая Еловка    | деревня                      | 152       |
| 3 | Шуточкино        | деревня                      | 32        |

## Местное самоуправление
Новобирилюсский сельский Совет депутатов
Дата избрания: 14.03.2010. Срок полномочий: 5 лет. Количество депутатов: 10
Глава муниципального образования
- Юшков Александр Павлович. Дата избрания: 14.03.2010. Срок полномочий: 5 лет